# Hurley International
Hurley International es una compañía dedicada a la producción de ropa y de artículos de surf, skate y snowboard, fundada en 1999 en Costa Mesa, California, por Bob Hurley.
El 2 de marzo de 2002 Hurley fue adquirida por Nike Inc. a cambio de 95 millones de dólares.

## Historia

### Orígenes
La historia de Hurley International la encontramos en la industria de surf de finales de la década de los '70 en el sur de California. Hurley Surfboards fue establecido en Costa Mesa, California en 1979. Por aquel entonces, Bob Hurley tenía 23 años, estaba casado y ya era padre. Bob había estado en una productora de tablas de surf durante 5 años cuando decidió extenderse por sí mismo.
A comienzos de los años 80 Hurley sobresalía como compañía y Bob fabricó tablas para los mejores surfers del mundo. En 1982 Bob y su mánager comercial, Joe K, comenzaron las negociaciones por una importante marca australiana de ropa, Billabong. Bob se quedó prendado de esta marca, que apostaba por un estilo punk rock. Con la ayuda de familiares y amigos, Billabong USA se estableció como una entidad separada y con licencia de Billabong.
A mediados de los 80, Billabong USA funcionaba realmente bien. Bob y su equipo se reunieron para pensar y hacer cosas de otro modo. El equipo tomó absolutas responsabilidades de diseño, marketing y financiación.
En 1995, el equipo de Billabong USA comenzó a anunciar un cambio en la conciencia colectiva del consumidor. Bob y su grupo consideraron que al surfer actual también le gusta la moda, el skate, snowboard, el arte y la música.
Internet y las tecnologías digitales estaban a la disposición del consumidor. El equipo volvió a cuestionarse que significaba realmente ser una compañía surfera. A comienzos de 1998 el equipo interno de Billabong USA formuló una nueva idea para el futuro.
A finales de 1998 estaba claro que el equipo tenía una visión mucho más personal de lo que iba a ser el futuro, aunque no servía precisamente a los intereses de la Billabong mundial. Curiosamente en 1998 el acuerdo de la licencia entre Bob Hurley y Billabong estaba pendiente de renovarse. Bob viajó en junio de ese mismo año a Australia para reunirse con Gordon Merchant y decidió no renovar esa licencia amistosamente para fundar Hurley International. Merchant, poco tiempo después fijó una nueva Billabong estadounidense en Huntington Beach.

### Nace Hurley International
En su primer año de vida, Hurley International proporcionó 150 puestos de trabajo, pagos de casas y coches, etc. lo cual dio mucha esperanzas al equipo de dirección para conseguir futuros éxitos. El primer año de Hurley fue todo un éxito tanto de ventas como de puestos de trabajo.
La lealtad de amigos, deportistas, minoristas y familiares fue extraordinaria durante ese año de transición. Bob y su equipo siempre estarán agradecidos por la confianza en una nueva visión de esta marca.
Hurley International es una marca joven, que deriva del sentido de la moda proveniente del surf, el skate, la música y el arte. Hurley se basa en lo positivo, en la familia, la creatividad, la honestidad y la diversidad. “Freedom of Choice” (Libertad de elección), “Make Things Happen” (Haz que las cosas ocurran), “The Future are Unwritten” (El futuro no está escrito), “Art in Motion” (El arte en movimiento) y “Enjoy” (Disfruta) son los lemas que representan el espíritu de la compañía.
Bandas del pop punk skate de los años 1990 como Blink-182 agradecen en sus discos el apoyo de Hurley y viste su ropa en todos sus conciertos y apariciones públicas. El propio Bob reconoce que, aunque también patrocinan a otras bandas, la influencia que el trío de San Diego ejerció en el mercado de Hurley ha sido importantísima. "Algún día, cuando muera y ojalá vaya al cielo, voy a preguntarle a Dios: Hey, ¿cuántas ventas hizo Blink para Hurley? Porque creo que fueron muchísimas".

#### Hurley, adquirida por Nike
Hasta 2002, Hurley International solo se distribuía por Estados Unidos. Bob se acercó a Nike con la idea de ser ayudados a expandirse internacionalmente.
El 2 de marzo de 2002 Hurley firmó un trato con Nike, pero era totalmente independiente, a pesar de ser una filial de Nike Inc.. Hurley se expandió por todo el mundo en 2003 abriendo oficinas en Australia, Japón y España.

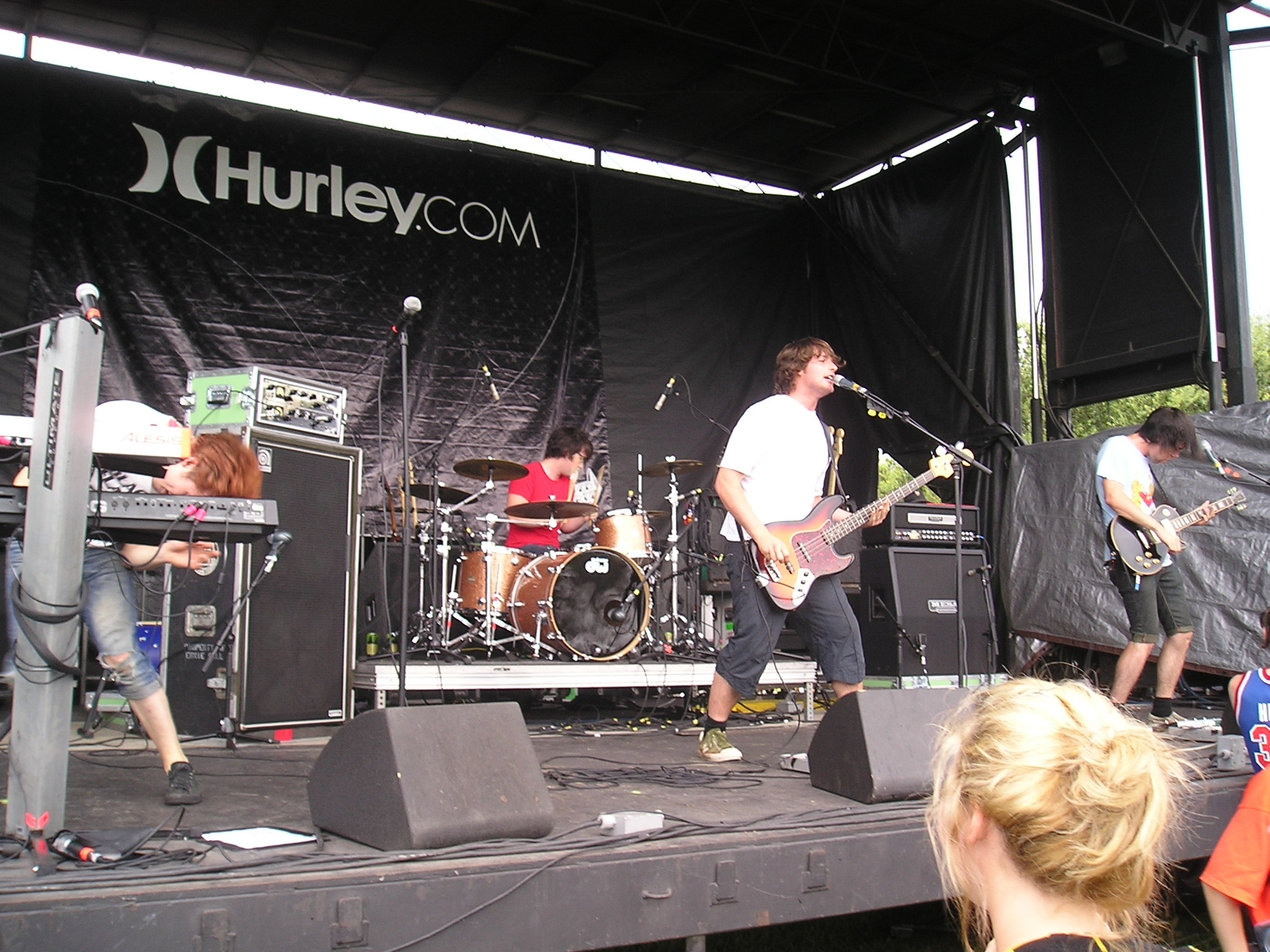
The Automatic en el escenario que Hurley tiene en el Vans Warped Tour 2007.

Bob aseguró que, pese al acuerdo con la multinacional estadounidense, Hurley "seguirá siendo el Hurley de siempre, con el mismo equipo. El acuerdo significa comunicar nuestro mensaje alrededor de todo el mundo", teniendo su punto de mira en Japón, especialmente, como primer punto de la expansión que se proyectaba en ese momento. Las palabras de Bob, tras aquel histórico acuerdo, eran muy esperadas y una pregunta flotaba en el aire. ¿Seguirá Bob Hurley al frente de la compañía que él fundó con su propio apellido tras ser vendida a Nike? Bob despejó las dudas con un directo "si ese fuera el caso, no habría firmado el acuerdo".
Desde el entorno de las compañías surferas, especialmente, los comentarios no dejaban de sucederse. El entorno del surf y de la propia compañía, pese al acuerdo y los avances de distribución (entre otros) que significaban para Hurley, no evitó que hubiera cierta intranquilidad. Los tópicos sobre las multinacionales como Nike provocaron estas reticencias y conjeturas sobre la opresión de Nike sobre sus fábricas (en el extracto de la entrevista que a continuación aparece, la revista surfera Transworldsurf llega a comparar a Nike con el gobierno de Estados Unidos) y la poca paciencia de los empresarios de la multinacional. Bob asegura que "durante mi primera visita a Nike quedé impresionado con su cordialidad. No son opresores. Hay muchas compañías en nuestra industria que son mucho más pequeñas y si que son realmente opresores. No quiero dar nombres, pero Nike me parece un lugar amistoso y feliz comparados con otras".
Con respecto al proyecto con Nike, Bob afirma que han firmado un proyecto de diez años de duración.

## Equipo Hurley
Hurley está presente en el surf, skate, snowboard, BMX y motocross.
- Surf: Rob Machado Tom Curren y John Jhon Florence son sus surfistas más destacados.
- Skate: Bob Burnquist es su principal estrella del skateboard.
- Snowboard: representan el equipo Hurley de snowboard.

Hurley cuenta también con un evento del campeonato del mundo de surf Foster's ASP World Tour, el Boost Mobile Pro of Surf en Lower Trestles: San Clemente, California. Hurley patrocina este evento junto con Boost Mobile.
A su vez, Hurley cuenta también con representación en el famoso festival de punk rock, el Vans Warped Tour. La compañía patrocina dos escenarios del festival, el The Hurley Stage y The Hurley.com Stage.